# Friedrich-Ebert-Straße 82–84 (Mönchengladbach)

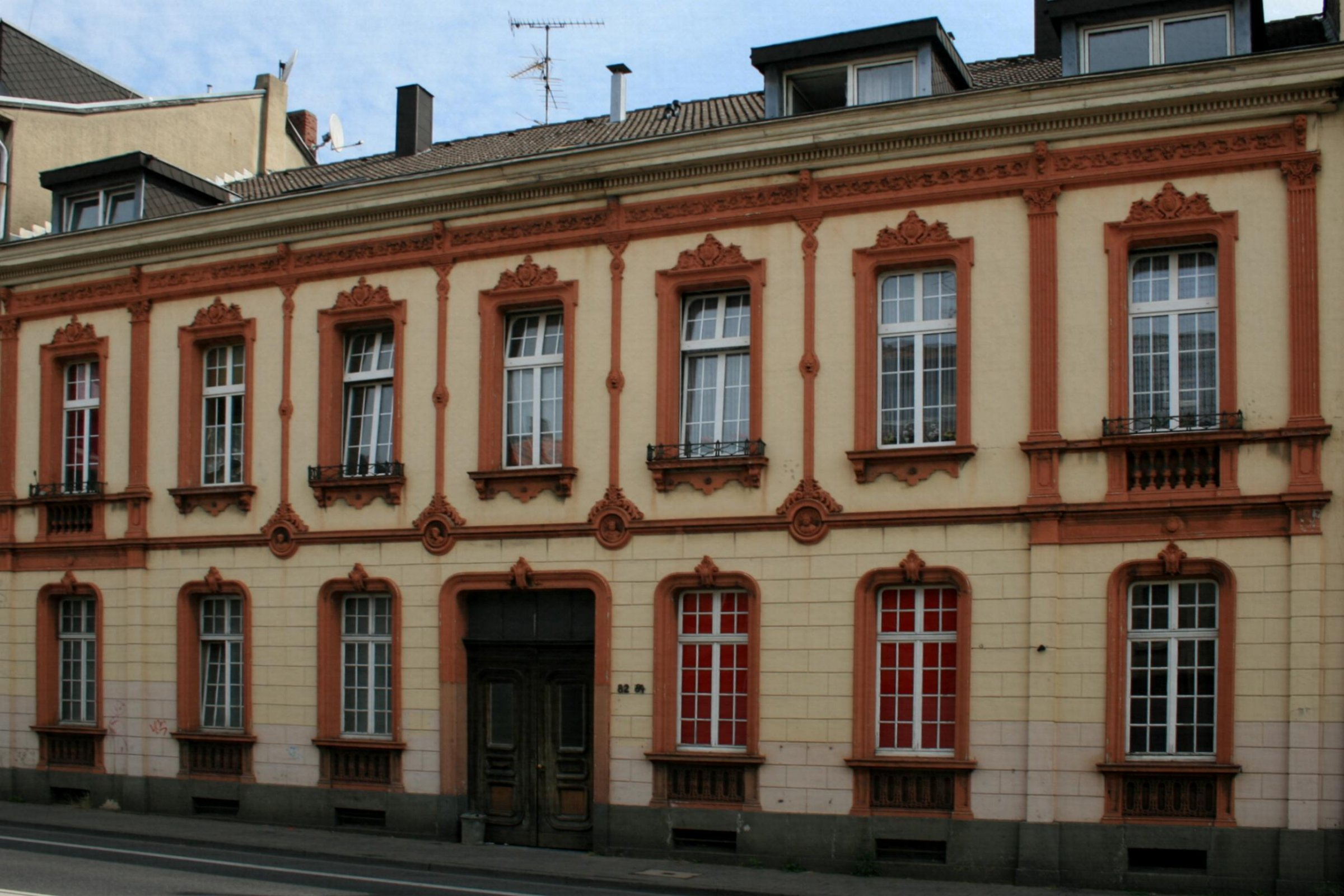
Wohn- und Praxishaus (2010)

Das Wohn- und Praxishaus Friedrich-Ebert-Straße 82–84 steht im Stadtteil Rheydt in Mönchengladbach (Nordrhein-Westfalen).
Das Gebäude wurde von 1858 bis 1861 erbaut. Es ist unter Nr. F 012 am 2. Juni 1987 in die Denkmalliste der Stadt Mönchengladbach eingetragen worden.

## Architektur
Das zweigeschossige Wohndoppelhaus mit flach geneigtem Satteldach wurde zwischen 1858 und 1861 errichtet und ist siebenachsig.